# Шанго (дух)

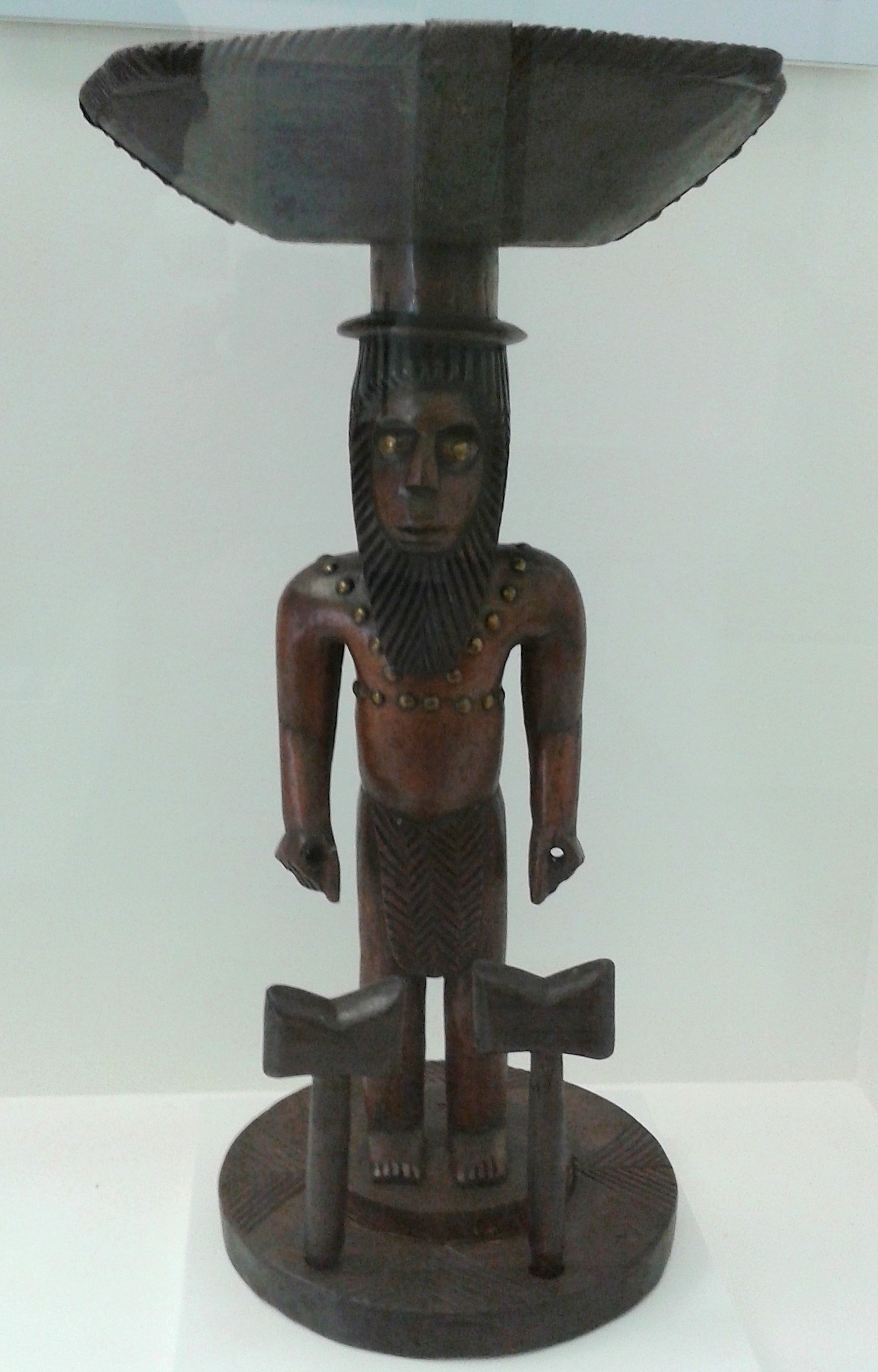
Статуэтка Шанго, Бразилия, конец XIX века

Шанго, также называемый Санго, в Латинской Америке и на Карибах Чанго (от исп. Changó букв. «бросающий камни») — в религии йоруба один из самых популярных ориша, Небесный отец, дух грома и молнии. Является обожествлённым царственным предком йоруба — третьим царём государства Ойо.
В Карибской религии лукуми (Lukumí, Olokun mi = «мой дорогой») — Чанго считается основным элементом религии, поскольку он представляет западноафриканский народ ойо. Все основные церемонии инициации на Кубе, в Пуэрто-Рико и Венесуэле в течение последних столетий основаны на древней церемонии Шанго древних ойо.
В сантерии Чанго синкретизирован с Св. Варварой.
Дух огня, грома, молнии, и войны, барабанов бата и танцев и празднований Ориша (Wemileres). Дух мужской силы.
Его оружие — короткий двусторонний топор оше (oshe), его цвета — белый и красный. Его призывают игрой на мараках.

## Астрономия
По имени Шанго в 2000 году был назван вулкан патера Шанго на спутнике Юпитера Ио.